# Cholupice
Cholupice (tyska: Cholupitz) är sedan 1974 en stadsdel i Tjeckiens huvudstad Prag. Sedan 1974 tillhör den stadsdistriktet (městský obvod) Prag 4 och sedan 1990 en stadsdelskommun (městská část) som sedan 1994 heter Prag 12. Cholupice ligger 315 meter över havet och antalet invånare är 558.